# The Chi-Lites
The Chi-Lites est un quatuor vocal harmonieux de soul basé à Chicago du début des années 1970, l'un des rares groupes de cette période à ne pas venir de Memphis ou Philadelphie. Le groupe est dirigé par Eugene Record, et il a onze titres classés dans le top dix des hits-parades R'n'B  au début de la décennie. 

## Histoire
Le groupe se forme à la fin des années 1950 quand The Chanteurs (Record, Robert "Squirrel" Lester, et Clarence Johnson) font équipe avec Marshall Thompson et Creadel "Red" Jones des Desideros pour former The Hi-lites. Voulant faire un hommage à leur ville natale de Chicago, ils changent leur nom en Marshall and the Chi-Lites en 1964. Johnson quitte le groupe plus tard dans l'année, et leur nom est ensuite raccourci en The Chi-Lites.
Eugene Record est l'auteur-compositeur principal du groupe, même s'il collabore fréquemment avec d'autres comme Barbara Acklin à partir de 1968.
Leurs grands succès arrivent en 1971 et en 1972, avec Have You Seen Her et Oh Girl, qui est numéro un dans le Billboard Hot 100 en 1972 et que l'on peut notamment entendre dans un épisode de la série Les Soprano. D'autres entrées dans les classements transatlantiques suivent, même si la production est devenue plus difficile car la composition du groupe changeait souvent.  Par exemple, le chanteur basse Jones part en 1973, et est remplacé par Stanley Anderson, puis Willie Kensey, puis Doc Roberson. Peu de temps après, Eugène Record part, et David Scott et Danny Johnson entrent. Puis les changements de personnes continuent, quand Johnson est remplacé par Vandy Hampton en 1977.
À ce moment, le groupe est complètement désintégré, mais il se reforme en 1980, avec le quatuor du milieu des années 1960  composé de Record, Thompson, Jones, et Lester qui reviennent ensemble. Creadel Jones part pour une seconde fois en 1982, et le groupe devient un  trio. Record part encore en 1988, et un nouveau chanteur Frank Reed est recruté, considérés par beaucoup comme l'un des meilleures de l'histoire du groupe. Reed part pour des raisons inconnues, et le chanteur Anthony Watson rejoint le groupe (Lester prend le rôle de chanteur sur Oh Girl, tandis que Watson chante sur leurs autres chansons.). Depuis, le groupe contient également un membre féminin.
Une fois que leurs hits étaient complètement finis, d'autres changements ont eu lieu. Vers 1989, Jones retourne encore dans le groupe, mais il meurt ensuite. Tout au long des années 1990, Watson quitte le groupe deux fois. À chaque fois, Reed reprend la place de chanteur. En 2002, le groupe était composé de Marshall Thompson, Robert Lester, Anthony Watson, et Tara Henderson. Watson part pour une troisième fois. 
À ce jour, les Chi-Lites sont composés du membre original Marshall Thompson (leader du groupe), Frank Reed (chant), Fred Simon (ténor et basse), (de The Lost Generation) et Tara Thompson (choriste).
Robert Lester meurt le 21 janvier 2010 à l'hôpital Roseland à Chicago après une longue bataille contre un cancer du foie. Il avait 67 ans.
The Chi-Lites sont intronisés au R'n'B Hall Of Fame en 2000 et au Vocal Group Hall of Fame en 2005.

## Composition du groupe
- Eugene Record – (né le 30 décembre 1940 - mort le 22 juillet 2005)

- Creadel 'Red' Jones – (né le 26 septembre 1940 - mort le 25 août 1994)

- Robert "Squirrel" Lester – (né le 16 août 1942 à McComb dans le Mississippi; mort le 21 janvier 2010 à Chicago)

- Marshall Thompson– (né Marshall Donald Thompson le 24 août 1942 à Chicago)

- Frank "Tchallah" Reed – (né à Frank Kevin Reed le 16 septembre 1954 à Omaha dans le Nebraska)

- Tara Thompson – (né Tara Janene Henderson le 29 juin, 197? à Chicago)

- Anthony Watson– (né Anthony Reynard Watson en  Mobile dans l'Alabama)

- Fred Simon – (né à Chicago)

## Discographie

### Albums studio
| 1969                                                        | Give It Away                                   | 180 | 16 | Brunswick  |
| 1970                                                        | I Like Your Lovin' (Do You Like Mine?)         | —   | —  | Brunswick  |
| 1971                                                        | (For God's Sake) Give More Power to the People | 12  | 3  | Brunswick  |
| 1972                                                        | A Lonely Man                                   | 5   | 1  | Brunswick  |
| 1973                                                        | A Letter to Myself                             | 50  | 4  | Brunswick  |
| 1973                                                        | Chi-Lites                                      | 89  | 3  | Brunswick  |
| 1974                                                        | Toby                                           | 181 | 12 | Brunswick  |
| 1975                                                        | Half a Love                                    | —   | 41 | Brunswick  |
| 1976                                                        | Happy Being Lonely                             | —   | —  | Mercury    |
| 1977                                                        | The Fantastic Chi-Lites                        | —   | —  | Mercury    |
| 1980                                                        | Heavenly Body                                  | 179 | 42 | Chi-Sound  |
| 1982                                                        | Me and You                                     | 162 | 31 | Chi-Sound  |
| 1983                                                        | Bottom's Up                                    | 98  | 15 | Larc       |
| 1984                                                        | Steppin' Out                                   | —   | —  | Private I  |
| 1990                                                        | Just Say You Love Me                           | —   | 77 | Ichiban    |
| 1998                                                        | Help Wanted                                    | —   | —  | Copper Sun |
| "—" signifie que l'album n'est pas entré dans le classement |                                                |     |    |            |

### Albums compilations
| 1972                                                        | The Chi-Lites Greatest Hits | 55 | 4 | Brunswick    |
| 1975                                                        | Greatest Hits, Vol. 2       | —  | — | Brunswick    |
| 1992                                                        | Greatest Hits               | —  | — | Rhino        |
| 2001                                                        | 20 Greatest Hits            | —  | — | Brunswick    |
| 2003                                                        | The Best of The Chi-Lites   | —  | — | Collectables |
| 2006                                                        | The Ultimate Chi-Lites      | —  | — | Brunswick    |
| "—" signifie que l'album n'est pas entré dans le classement |                             |    |   |              |

### Singles
| 1969                                                          | Give It Away                                                                | 88  | 10 | —   |
| 1969                                                          | Let Me Be the Man My Daddy Was (Face A)                                     | 94  | 15 | —   |
| 1969                                                          | The Twelfth of Never (Face B)                                               | 122 | 47 | —   |
| 1970                                                          | 24 Hours of Sadness                                                         | 119 | 30 | —   |
| 1970                                                          | I Like Your Lovin' (Do You Like Mine)                                       | 72  | 11 | —   |
| 1970                                                          | Are You My Woman? (Tell Me So)                                              | 72  | 8  | —   |
| 1971                                                          | (For God's Sake) Give More Power to the People                              | 26  | 4  | 32  |
| 1971                                                          | We Are Neighbors                                                            | 70  | 17 | —   |
| 1971                                                          | I Want to Pay You Back (For Loving Me)                                      | 95  | 35 | —   |
| 1971                                                          | Have You Seen Her                                                           | 3   | 1  | 3   |
| 1972                                                          | Oh Girl                                                                     | 1   | 1  | 14  |
| 1972                                                          | The Coldest Days of My Life (Part 1)                                        | 47  | 8  | —   |
| 1972                                                          | A Lonely Man (Face A)                                                       | 57  | 25 | —   |
| 1972                                                          | The Man & the Woman (The Boy & the Girl) (Face B)                           | 57  | —  | —   |
| 1972                                                          | We Need Order                                                               | 61  | 13 | —   |
| 1973                                                          | A Letter to Myself                                                          | 33  | 3  | —   |
| 1973                                                          | My Heart Just Keeps on Breakin'                                             | 92  | 46 | —   |
| 1973                                                          | Stoned Out of My Mind                                                       | 30  | 2  | —   |
| 1973                                                          | I Found Sunshine                                                            | 47  | 17 | 35  |
| 1974                                                          | Homely Girl                                                                 | 54  | 3  | 5   |
| 1974                                                          | There Will Never Be Any Peace (Until God Is Seated at the Conference Table) | 63  | 8  | —   |
| 1974                                                          | You Got to Be the One                                                       | 83  | 15 | —   |
| 1974                                                          | Too Good to Be Forgotten                                                    | —   | —  | 10  |
| 1974                                                          | Toby / That's How Long                                                      | 78  | 7  | —   |
| 1975                                                          | Have You Seen Her / Oh Girl (ressortie)                                     | —   | —  | 5   |
| 1975                                                          | It's Time for Love (Face A)                                                 | 94  | 27 | 5   |
| 1975                                                          | Here I Am (Face B)                                                          | —   | 87 | —   |
| 1975                                                          | Don't Burn No Bridges (avec Jackie Wilson)                                  | —   | 91 | —   |
| 1976                                                          | The Devil Is Doing His Work                                                 | —   | 32 | —   |
| 1976                                                          | You Don't Have to Go                                                        | —   | 50 | 3   |
| 1976                                                          | Happy Being Lonely                                                          | —   | 30 | —   |
| 1977                                                          | Vanishing Love / I Turn Away                                                | —   | 95 | —   |
| 1977                                                          | My First Mistake                                                            | —   | 63 | —   |
| 1977                                                          | If I Had a Girl                                                             | —   | 87 | —   |
| 1980                                                          | Heavenly Body                                                               | —   | 36 | —   |
| 1981                                                          | Have You Seen Her (version réenregistré)                                    | —   | 48 | —   |
| 1981                                                          | Me and You                                                                  | —   | 70 | —   |
| 1982                                                          | Hot on a Thing (Called Love)                                                | —   | 15 | —   |
| 1983                                                          | Bottom's Up                                                                 | —   | 7  | —   |
| 1983                                                          | Bad Motor Scooter                                                           | —   | 28 | —   |
| 1983                                                          | Have You Seen Her (ressortie)                                               | —   | —  | 100 |
| 1983                                                          | Changing for You                                                            | —   | —  | 61  |
| 1984                                                          | Stop What You're Doin'                                                      | —   | 33 | —   |
| 1984                                                          | Gimme Whatcha Got                                                           | —   | 41 | —   |
| 1997                                                          | Help Wanted (Heroes Are in Short Supply)                                    | —   | 95 | —   |
| 1998                                                          | Hold on to Your Dreams                                                      | —   | 93 | —   |
| "—" signifie que le single n'est pas entré dans le classement |                                                                             |     |    |     |